# Frankrijk op de Olympische Winterspelen 1952
Tijdens de Olympische Winterspelen van 1952, die in Oslo (Noorwegen) werden gehouden, nam Frankrijk voor de zesde keer deel.

## Medailleoverzicht
| Sport       | Olympiër           | Discipline | Medaille |
| ----------- | ------------------ | ---------- | -------- |
| Kunstrijden | Jacqueline du Bief | vrouwen    | Brons    |

## Deelnemers en resultaten

### Alpineskiën
| Olympiër          | Discipline       | Resultaat | Prestatie                              |
| ----------------- | ---------------- | --------- | -------------------------------------- |
| James Couttet     | afdaling (m)     | 11e       | 2.38,7 (+7,9)                          |
| James Couttet     | reuzenslalom (m) | 14e       | 2.34,9 (+9,9)                          |
| James Couttet     | slalom (m)       | 6e        | 2.02,8 (+2,8) 1.01,1+1.01,7            |
| Guy de Huertas    | afdaling (m)     | 35e       | 2.54,4 (+23,6)                         |
| Guy de Huertas    | reuzenslalom (m) | 15e       | 2.35,1 (+10,1)                         |
| Guy de Huertas    | slalom (m)       | r1: 38e   | 2e run niet startgerechtigd 1.09,1+dns |
| Firmin Mattis     | slalom (m)       | 12e       | 2.06,0 (+6,0) 1.02,0+1.04,0            |
| Henri Oreiller    | afdaling (m)     | 14e       | 2.41,5 (+10,7)                         |
| Henri Oreiller    | reuzenslalom (m) | 16e       | 2.35,3 (+10,3)                         |
| Maurice Sanglard  | afdaling (m)     | 25e       | 2.45,4 (+14,6)                         |
| Maurice Sanglard  | reuzenslalom (m) | 23e       | 2.38,0 (+13,0)                         |
| Maurice Sanglard  | slalom (m)       | 20e       | 2.10,0 (+10,0) 1.01,4+1.08,6           |
| Marysette Agnel   | afdaling (v)     | 22e       | 1.56,8 (+9,7)                          |
| Marysette Agnel   | reuzenslalom (v) | 19e       | 2.18,0 (+11,2)                         |
| Marysette Agnel   | slalom (v)       | 7e        | 2.15,6 (+5,0) 1.07,5+1.08,1            |
| Andrée Bermond    | afdaling (v)     | 30e       | 2.03,1 (+16,0)                         |
| Andrée Bermond    | reuzenslalom (v) | 13e       | 2.15,2 (+8,4)                          |
| Andrée Bermond    | slalom (v)       | dq        | diskwalificatie dq+dns                 |
| Jacqueline Martel | afdaling (v)     | dq        | diskwalificatie                        |
| Jacqueline Martel | reuzenslalom (v) | 11e       | 2.14,3 (+7,5)                          |

### Bobsleeën
| Olympiër                                                     | Discipline                 | Resultaat | Prestatie                                                |
| ------------------------------------------------------------ | -------------------------- | --------- | -------------------------------------------------------- |
| Robert Guillard Joseph Chatelus                              | 2-mansbob (m) Frankrijk I  | 17e       | 5.55,31 (+30,77) (1.29,68 / 1.28,84 / 1.28,71 / 1.28,08) |
| André Robin Henri Rivière                                    | 2-mansbob (m) Frankrijk II | 5e        | 5.31,98 (+7,44) (1.23,22 / 1.23,06 / 1.22,85 / 1.22,85)  |
| André Robin Joseph Chatelus Louis Saint-Calbre Henri Rivière | 4-mansbob (m) Frankrijk I  | 11e       | 5.20,74 (+12,90) (1.18,90 / 1.19,91 / 1.19,18 / 1.22,75) |

### Kunstrijden
| Olympiër (deelname) | Discipline | Resultaat | Prestatie                |
| ------------------- | ---------- | --------- | ------------------------ |
| Alain Giletti       | mannen     | 7e        | pc. 63,0; 163,233 punten |
| Jacqueline du Bief  | vrouwen    | Brons     | pc. 24,0; 158,000 punten |

### Langlaufen
| Olympiër                                                  | Discipline        | Resultaat | Prestatie                                        |
| --------------------------------------------------------- | ----------------- | --------- | ------------------------------------------------ |
| Benoît Carrara                                            | 18 km (m)         | dnf       | opgave                                           |
| Benoît Carrara                                            | 50 km (m)         | 11e       | 3:55.16 (+21.43)                                 |
| Gervais Gindre                                            | 50 km (m)         | 28e       | 4:39.31 (+1:05.58)                               |
| René Mandrillon                                           | 18 km (m)         | 18e       | 1:06.48 (+5.14)                                  |
| Jacques Perrier                                           | 18 km (m)         | 33e       | 1:10.33 (+8.59)                                  |
| Gérard Perrier                                            | 18 km (m)         | 24e       | 1:09.17 (+7.43)                                  |
| Gérard Perrier Benoît Carrara Jean Mermet René Mandrillon | 4x10 km estafette | 4e        | 2:31.11 (+10.55) (38.53 / 37.35 / 38.00 / 36.43) |
| Josette Baisse                                            | 10 km (v)         | 15e       | 51.43 (+10.03)                                   |
| Michèle Angirany                                          | 10 km (v)         | 18e       | 54.56 (+13.16)                                   |

### Schansspringen
| Olympiër        | Discipline | Resultaat | Prestatie                  |
| --------------- | ---------- | --------- | -------------------------- |
| André Monnier   | mannen     | 36e       | 182,5 punten (56,0+56,0 m) |
| Régis Rey       | mannen     | 38e       | 181,5 punten (56,5+57,5 m) |
| Henri Thioliere | mannen     | 43e       | 142,5 punten (56,5+55,0 m) |

Argentinië · Australië · België · Bulgarije · Canada · Chili · Denemarken · Duitsland · Finland · Frankrijk · Griekenland · Groot-Brittannië · Hongarije · IJsland · Italië · Japan · Joegoslavië · Libanon · Nederland · Nieuw-Zeeland · Noorwegen · Oostenrijk · Polen · Portugal · Roemenië · Spanje · Tsjecho-Slowakije · Verenigde Staten · Zweden · Zwitserland